# 411
411 (CDXI, na numeração romana) foi um ano comum do século V do  Calendário Juliano, da Era de Cristo, e a sua letra dominical foi A, totalizando 52 semanas, com início a um domingo e terminou também a um domingo.
| Ano completo                    |
| ------------------------------- |
| Ano comum com início ao domingo |

## Eventos
- Na sequência de um acordo com o imperador Flávio Augusto Honório, os Alanos ocupam a Lusitânia e a Cartaginense Ocidental, os Suevos e os Vândalos Asgingos ficam na Galécia, e os Vândalos Silingos ocupam a Bética.

## Nascimentos
- Meroveu, lendário fundador da dinastia merovíngia de reis francos

## Mortes
- Constantino III, executado